# Alemitu Tariku
Alemitu Tariku (* 28. September 2000) ist eine äthiopische Langstreckenläuferin.

## Sportliche Laufbahn
Erste internationale Erfahrungen sammelte Alemitu Tariku bei den Crosslauf-Weltmeisterschaften 2019 in Aarhus, bei denen sie in 20:50 min die Silbermedaille in der U20-Wertung hinter der Kenianerin Beatrice Chebet gewann und mit dem äthiopischen Team die Goldmedaille gewann. Anschließend siegte sie im 3000-Meter-Lauf bei den Juniorenafrikameisterschaften in Abidjan in 9:33,53 min. Im August gewann sie bei den Afrikaspielen in Rabat in 15:37,15 min die Bronzemedaille über 5000 Meter hinter der Kenianerin Lilian Kasait Rengeruk und ihrer Landsfrau Hawi Feysa.

## Persönliche Bestzeiten
- 3000 Meter: 9:33,53 min, 16. April 2019 in Abidjan
- 5000 Meter: 15:37,15 min, 26. August 2019 in Rabat